# Macrodactylus meridanus
Macrodactylus meridanus är en skalbaggsart som beskrevs av Moser 1926. Macrodactylus meridanus ingår i släktet Macrodactylus och familjen Melolonthidae. Inga underarter finns listade i Catalogue of Life.